# Milli Vanilli
Milli Vanilli var en popduo fra Tyskland, dannet af Frank Farian. Gruppen blev dannet i 1988 og opløst i 1998. Den bestod af Fab Morvan og Rob Pilatus.
Deres succes blev dog til en skændsel, da det i 1989, via deres agent, Sergio Vendero, kom frem at Morvan og Pilatus ikke sang vokalerne på numrene, men blot mimede til vokalerne fra de rigtige, men ukendte sangere; Charles Shaw, Brad Howell og John Davis. Dette medførte at de i november 1990 måtte returnere deres Grammy for Bedste Nye Artist.